# Newton (Babergh)
Newton is een civil parish in het bestuurlijke gebied Babergh, in het Engelse graafschap Suffolk. In 2001 telde het dorp 497 inwoners. De civil parish telt 38 monumentale panden.